# Solieria elongata
Solieria elongata là một loài ruồi trong họ Tachinidae.